# Edward Hall
Edward Twitchell Hall (ur. 16 maja 1914 w Webster Groves, Missouri, zm. 20 lipca 2009 w Santa Fe, Nowy Meksyk) – amerykański antropolog i etnolog.

## Życiorys
Wykładowca na Uniwersytetach w Denver, Colorado, Bennington College w Vermont, Harvard Business School i innych.
W latach 1933–1937 Hall żył razem z północno-zachodnimi plemionami Navaho i Hopi, czego owocem była autobiograficzna rozprawa „West of the Thirties”.
W 1942 otrzymał dotację z Uniwersytetu Columbii na badania terenowe w Azji i na Bliskim Wschodzie. W latach 50. pracował w Departamencie Stanowym USA, ucząc zagraniczny personel technik negocjacyjnych i technik komunikacji międzykulturowej. W tym czasie napisał kilka książek o radzeniu sobie z problemami w komunikacji międzykulturowej.
Hall jest także uważany za twórcę proksemiki, nauki badającej wzajemne relacje przestrzenne między ludźmi (dystanse społeczne), jak również i relacje między ludźmi a otoczeniem materialnym. Wprowadził też pojęcie ekstensji.
Ukuł termin polichroniczność, by opisać zdolność do wykonywania wielu czynności naraz, jako opozycyjny do monochroniczności – odnoszącej się do kultur i jednostek wykonujących pewne czynności w sposób uszeregowany.
W książce Poza Kulturą wykazał, że szybkość ewolucji rasy ludzkiej jest konsekwencją osiągnięć i wynalazków – człowiek ewoluuje zarówno przez swoje twory, jak i przez biologię. Ale dzięki wynalazkom takim jak np. koło, jest zdolny do szybszej adaptacji niż dzięki czynnikom biologicznym. W swoich pracach, zwraca uwagę na antropologiczne aspekty postrzegania świata i ludzi.

## Wybrane publikacje
- Bezgłośny język, Warszawa 1987, Wyd. PIW, ISBN 83-06-01325-5 (The Silent Language, 1959)
- Ukryty wymiar, Warszawa 1978, Wyd. PIW; Warszawa 2001, 2003, Wyd. Muza, ISBN 83-7319-418-5 (The Hidden Dimension, 1969)
- Poza kulturą, Warszawa 1984, 2001, Wyd. PWN, ISBN 83-01-04180-3 (Beyond Culture, 1976)
- Taniec życia. Inny wymiar czasu, Warszawa 1999, Wyd. Muza, ISBN 83-7200-357-2 (The Dance of Life: The Other Dimension of Time, 1983)
- (z Mildred Reed Hall) Czwarty wymiar w architekturze: studium o wpływie budynku na zachowanie człowieka, Warszawa 2001, Wyd. Muza, ISBN 83-7200-916-3 (The Fourth Dimension in Architecture. The Impact of Building on Behaviour)